# ビッグ・タイトン
ビッグ・タイトン（Big Tyton）のリングネームで知られるリック・ボグナー（英語: Rick Bognar, 1970年1月16日 - 2019年9月20日）は、カナダのプロレスラー。ブリティッシュコロンビア州バンクーバー出身。

## 来歴
1989年11月、プロレスラーデビューを果たす。リック・タイタン（Rick Titan）、メガマスク（Mega Mask）などのリングネームでWFWA（West Four Wrestling Alliance）やCNWA（Canadian National Wrestling Alliance）といったカナダの団体に参戦。
1991年7月、初来日を果たしてFMWに参戦。来日初戦でリッキー・フジをタイトン・ボムで勝利し鮮烈デビューを飾る。ビッグ・タイトン（Big Tyton）のリングネームでザ・グラジエーターとのメガトンコンビとして常連外国人の仲間入りとなりシーク軍団の一員として活躍。1991年に行われた第1回世界最強総合格闘技タッグリーグ戦でザ・グラジェーターとのタッグで出場し6勝3敗の成績だったが、このリーグ戦を機にトップ外国人の座に君臨する活躍を見せた。1992年1月15日、FMW世界ブラスナックル王座を保持する大仁田厚に挑戦して得意技のタイトン・ボム3連発で勝利しベルトを奪取した。1992年の世界最強ストリートファイトタッグリーグ戦はシーク軍団に所属していながらターザン後藤と組んで出場。リーグ戦を全勝で決勝へ進むも大仁田＆ベリチェフ組に敗れ準優勝となり試合後にターザン後藤とは仲間割れ。1993年1月、大仁田を裏切りヒールへと転向したリッキー・フジとチーム・カナダ（Team Canada）を結成してストーリーラインでも活躍。1994年1月18日、ザ・グラジエーターと組んで 有刺鉄線タッグトーナメントに出場しFMW世界ブラスナックルタッグ王座を大仁田 & 新山勝利と争い勝利して王座戴冠。しかしながら、連係の誤爆から防衛に失敗しザ・グラジェーターと仲間割れ。その後、ジャッジ・ドレッドとテリブル・タワーズを結成したが持続せず、リッキーらとチーム・カナダ継続もFMW正規軍、W★ING同盟に割って入ることができず自然消滅。ザ・グラジェーターとの注目されたシングル戦はまさかの2連敗を喫し、3戦目はチーム・カナダの存亡を賭けて戦い一矢報いた。結果的には4戦目に敗れFMWからはフェードアウトする形となった。
1995年7月、オットー・ワンツがドイツを拠点とするCWA（Catch Wrestling Association）に参戦し、1996年1月より再び来日してWARに参戦。6月には邪道 & 外道をオマージュしてリングネームをタイ道（Ti Do）へと変更してライオン道と組んで活動した。
1996年9月、WWFと契約を交わし入団。初代レイザー・ラモンことスコット・ホールがWCWに移籍した為に2代目レイザー・ラモン（Razor Ramon）を襲名。2代目ディーゼルと組んで活動するが勝利に恵まれず、12月15日のIn Your House 12でWWFタッグ王座を保持するオーエン・ハート & ブリティッシュ・ブルドッグに挑戦するもベルトを奪取するに至らなかった。1997年1月19日、Royal Rumble 1997のロイヤルランブルマッチでは3番目に登場するもアーメッド・ジョンソンから簡単に落とされた。2月20日の出場を最後にWWFから解雇となった。
WWF解雇後、メキシコのメジャー団体であるAAAにディーゼルと共にスポット参戦。
1998年1月、新日本プロレスにビッグ・タイトンとして参戦。nWoジャパン内のユニットであるアリストトリストの大物外国人として紹介され、nWoスティングや マイケル・ウォールストリートと外国人レスラー同士で組んで活動。いきなり初戦で小原からチョークスラムからのフォール勝ちし鮮烈デビュー。6月にはウォールストリートと組んでIWGPタッグ王座争奪トーナメント、8月にはG1クライマックスに出場するがいずれも一回戦で敗退。技術、試合の構築力に乏しかった為に新たなリーダーとなった武藤敬司により実力を疑問視され、10月10日の橋本真也 & 中西学との対戦で中西により攻撃されているところを見殺しにされてしまう一幕があり、nWoジャパンの間に亀裂を生む一因を作るきっかけとなった。
1999年11月、カナダへと帰国してハート・ファミリーが主宰するスタンピード・レスリングに参戦し、プロレスラーとしてキャリアに終止符を打った。プロレスラー引退後はカルガリーにてトレーナーとして活動していた。
2019年9月20日、49歳で死去。

## その他
- 元々のリングネームはビッグ・タイタン（Big Tytan）、ビッグ・チタン（Big Titan）だったが当時のポスターの誤記で、aがoになっていた為そのまま「タイトン」と名乗るようになった。

## 得意技
- エクスプロイダー

キャリアを通してのフィニッシャー。
- タイトン・ボム

両膝から着地するタイプのジャンピング・パワーボム。代表的なフィニッシュ技。
- レイザーズ・エッジ

クルシフィクス・パワーボム。レイザー・ラモン（2代目）時代のフィニッシャー。
- ストレッチ・スラム

リストクラッチ・コブラツイストの状態から担ぎ上げて後方へ投げ捨てる。エックス・トルネードとも呼ばれた。
- チョークスラム
- スリングショット・パワーボム
- MEGA-PLEX

ジャーマンの体制から放り投げ、一回転させてからマットに叩きつける。
- スーパー・ブルドッグ

グラジェーターが相手を肩車した所にタイトンが飛びつきフェースクラッシャーをする合体技。フィニッシュ技としても使用されている。
- プランチャ

長身から放たれる圧巻の技。流れを一気に変える。
- ドラゴンスープレックス

長身から繰り出される意外性の技。
- アルゼンチンバックブリーカー
- ネックハンギング
- フライング・ボディアタック
- フライング・ラリアット

ロープに振った相手やトップロープからとバリエーションも豊富。
- フランケン・シュタイナー
- ミサイルキック

## タイトル歴
CRMW（Canadian Rocky Mountain Wrestling）
- CRMWインターナショナル王座 : 2回

FMW
- 世界ブラスナックル王座 : 1回
- 世界ブラスナックルタッグ王座 : 1回（初代）（w / ザ・グラジエーター）
- WFDA世界マーシャルアーツ王座 : 1回